# Гесс, Ганс-Георг
Ганс-Георг Гесс (Хесс) (нем. Hans-Georg Hess; 6 мая 1923, Берлин — 29 марта 2008, Вунсторф) — немецкий офицер-подводник, обер-лейтенант (1 марта 1944 года).

## Биография
В апреле 1940 года поступил на флот добровольцем. Сначала служил на минных катерах, а в апреле 1942 года был переведен на подводный флот.
Совершил 5 походов на подлодке U-466 (в основном в Северную Атлантику). Во время пятого похода подлодка была передислоцирована на Средиземное море.
10 октября 1944 года назначен командиром подлодки U-995, которой командовал до конца войны.
Возглавлял подлодку в 5 боевых походах в Арктические воды, проведя в море в общей сложности 113 суток.
11 февраля 1945 года награждён Рыцарским крестом Железного креста.
Всего Гесс за время войны потопил 5 судов общим водоизмещением 9062 брт.
8 мая 1945 года сдался войскам союзников в Тронхейме (Норвегия). Проведя около года в норвежском плену, Гесс был освобожден. Получил юридическое образование и работал практикующим юристом в Ганновере.